# Death From Above 1979
Death from Above (ранее Death from Above 1979) — канадская рок-группа, дуэт, состоящий из Себастьяна Грэйнджера (вокал, ударные) и Джесса Ф. Килера (бас-гитара, бэк-вокал, синтезатор) и исполняющий музыку в стилях альтернативного рока и дэнс-панка с элементами нойз-рока при отсутствии основного гитариста. Дуэт был основан в Торонто в 2001 году под первоначальным названием Death from Above и просуществовал до 2006 года, успев к этому времени выпустить: 1 студийный альбом, 3 мини-альбома, 3 сингла и 1 сборник.
Группа была очень популярна среди нью-рэйв диджеев, ремиксы на их песни делали такие группы, как Justice, Erol Alkan, Alan Braxe и другие.
Несмотря на то, что Себастьян и Джесс встретились на концерте группы Sonic Youth, они часто шутят, что познакомились в тюрьме, на пиратском корабле или в гей-баре.
4 февраля 2011 года на официальном сайте группы Себастьян Грэйнджер заявил о воссоединении группы и скорейших выступлениях на музыкальных фестивалях.

## Дискография

### Студийные альбомы
- You're a Woman, I'm a Machine (26 октября 2004)
- The Physical World (9 сентября 2014)
- Outrage! Is Now (8 сентября 2017)
- Is 4 Lovers (26 марта 2021)

### Мини-альбомы
- Heads Up (15 декабря 2002)
- Romantic Rights EP (13 апреля 2004 года)
- Live Session (iTunes Exclusive) (12 июля 2005 года)

### Синглы
- «Romantic Rights» (4 ноября 2004 года)
- «Blood on Our Hands» (17 февраля 2005 года)
- «Black History Month» (13 июня 2005 года)
- «Trainwreck 1979» (8 Июля 2014 года)

### Музыкальные сборники
- Romance Bloody Romance: Remixes & B-Sides (18 октября 2005)

## Клипы
- «Romantic Rights»
- «Blood on Our Hands»
- «Black History Month»
- «Pull Out»
- «Sexy Results» (MSTRKRFT Edition)
- «Trainwreck 1979»
- «Virgins»
- «Freeze Me»
- «One + One»
- «Modern Guy»